# Tournovo (Bosilovo)
Tournovo (en macédonien Турново) est un village du sud-est de la Macédoine du Nord, situé dans la municipalité de Bosilovo. Le village comptait 941 habitants en 2002.

## Démographie
Lors du recensement de 2002, le village comptait :
- Macédoniens : 941